# Martin John Zaninovich
Martin John Zaninovich (Dinuba (Kalifornija), 7. kolovoza 1923. − 9. prosinca 2014.), poznati američki vinogradar, dužnosnik u organizacijama proizvođača grožđa i inog voća, krcatelj, javni djelatnik. Pripadnik "najvećeg naraštaja".

## Životopis
Rodio se je 1923. godine od roditelja, hrvatskih iseljenika s Hvara, Ivana (Johna) i Marije (Mary) Zaninovich, u obitelji od petero djece. Živjeli su u Portervilleu na obiteljskom ranču. Martin je s obitelji preselio na taj ranč malo poslije nego se rodio. Roditelji su dobili američko državljanstvo i odgajali djecu u duhu teškog rada, važnosti obrazovanja i poštovanja veličanstvenosti Amerike. Otac ga je odgajao u duhu "prvo radi, pa govori"
U Portervilleu je završio školu. Pošao je na studij na Sveučilište Južne Kalifornije (University of Southern California) koji je prekinuo drugi svjetski rat. Mobiliziran je u američku vojsku. Bio je stacioniran na Okinawi i časno je otpušten 1946. godine.
S rođakom Vincentom M. osnovao je 1947. tvrtku Jasmine Vineyards u području Delanoa, čime je obitelj Zaninovića jedna od obitelji vinogradarskih pionira delanskog kraja. Posao su razvili da su postali jedni od glavnih vinogradarskih proizvođača u dolini San Joaquina, na dobrom glasu i kod poslovnih partnera i zaposlenika. 1950. je godine oženio zemljakinju Margaretu Surjak, s kojom je dobio dvije kćeri i sina. Martinovu i Vincentovu tvrtku danas vode njegov Martinov sin Jon i Vincentova trojica sinova.
Cijelog je života Martin bio vodećom figurom u poljodjelstvu i proizvodnji stolnog grožđa. Bio je i važni vinogradarski dužnosnik. Zajedno s još trojicom osnivača osnovao je Južni središnji farmerski odbor (The South Central Farmers Committee). U tom je odboru bio suautor zakona zvanog Ketchum Act koji je došao do Kongresa za kalifornijsku komisiju za stolno grožđe. Zaninovich je bio članom i čelnikom Kalifornijske udruge za svježe voće (California Fresh Fruit Association) i Delano Grape Growers Products.
Aktivirao se u zajednici. Bio je u bolničkom vijeću i članom utemeljiteljem Kalifornijskog državnog sveučilišta Bakersfield (California State University Bakersfield) i dr. Važio je kao američki domoljub i konzervativac.
2011. je sa suprugom Margaret otišao živjeti u Santa Barbaru. Umro je 2014. godine. Pokopan je u Santa Barbari.

## Nagrade i priznanja
Za svoj je rad primio brojne nagrade i priznanja kalifornijskih vinogradarskih i voćarskih organizacija.